# Dysthreneta lepta
Dysthreneta lepta är en fjärilsart som beskrevs av Turner 1947. Dysthreneta lepta ingår i släktet Dysthreneta och familjen praktmalar, Oecophoridae. Inga underarter finns listade i Catalogue of Life.